# Piskornia (Pawłowo)
Piskornia – część wsi Pawłowo w Polsce, położona w województwie wielkopolskim, w powiecie rawickim, w gminie Jutrosin.
W latach 1975–1998 Piskornia należała administracyjnie do województwa leszczyńskiego.
W okresie Wielkiego Księstwa Poznańskiego (1815-1848) miejscowość wzmiankowana jako Piskornia należała do wsi mniejszych w ówczesnym pruskim powiecie Kröben (krobskim) w rejencji poznańskiej. Piskornia należała do okręgu jutroszyńskiego tego powiatu i stanowiła część majątku Dubinko, którego właścicielem był wówczas (1846) książę Adam Jerzy Czartoryski. Według spisu urzędowego z 1837 roku wieś liczyła 86 mieszkańców, którzy zamieszkiwali 7 dymów (domostw).